# Evan Gershkovich
Evan Gershkovich (Nova Jersey, 26 d'octubre de 1991) és un periodista estatunidenc.
Esdevingué famós mundialment el 2023 mentre treballava pel diari The Wall Street Journal cobrint l'actualitat russa, quan va ser detingut pel Servei Federal de Seguretat de Rússia, que lacusà d'espionatge el març de 2023. Va ser llavors la primera vegada d'ençà de la Guerra Freda que un periodista dels Estats Units es veia detingut sota l'acusació d'espionatge a Rússia. La Casa Blanca i els grups de defensa dels mitjans de comunicació han condemnat l'arrest. Diversos experts van especular que la motivació que ha originat l'ordre de detenció de Gershkovich era la previsió d'un intercanvi de presoners que afectaria un o més russos d'alt perfil empresonats a altres països. El juliol de 2024 fou condemnat a 16 anys de presó en un judici a porta tancada amb l'acusació d'espionatge.
Gershkovich va ser nomenat una de les 100 persones més influents del món per la revista Time el 2023.